# Nouvion
 Nouvion  es una población y comuna francesa, en la región de Picardía, departamento de Somme, en el distrito de Abbeville y cantón de Nouvion.

## Demografía
| 906 | 1026 | 1004 | 1102 | 1232 | 1210 |
| Para los censos de 1962 a 1999 la población legal corresponde a la población sin duplicidades (Fuente: INSEE [Consultar]) |      |      |      |      |      |

## Deportes
En la localidad, toma la salida la carrera ciclista La Côte Picarde, con final en Mers-les-Bains.